# Heywood Broun

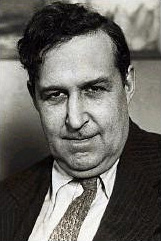
Heywood Broun, um 1935

Heywood Campbell Broun (* 7. Dezember 1888 in Brooklyn, New York; † 18. Dezember 1939 in Stamford, Connecticut) war ein US-amerikanischer Sportjournalist und Kritiker.

## Leben
Heywood Broun war ein Sohn eines britischen Einwanderers, der eine erfolgreiche Druckerei in New York City betrieb. Ab dem Jahr 1906 studierte er an der Harvard University, unter George Santayana und William James. Mit Walter Lippmann und John Reed verband ihn bald eine enge Freundschaft. Er legte den Fokus auf Philosophie und Englische Literatur, nach nur vier Jahren machte er seinen Abschluss.
Nach seinem Studium arbeitete Broun für mehrere Zeitungen in New York City, einschließlich der New York Tribune, New York World, New York World Telegram und beim New York Telegraph. Während des Ersten Weltkriegs war er als Auslandskorrespondent für das Magazine New York Tribune in Frankreich tätig. Er war ein häufiger Gast im literarischen Zirkel im New Yorker Algonquin Hotel, genannt Algonquin Round Table, einer lockeren Verbindung von Journalisten, Literaten und Schauspielern.

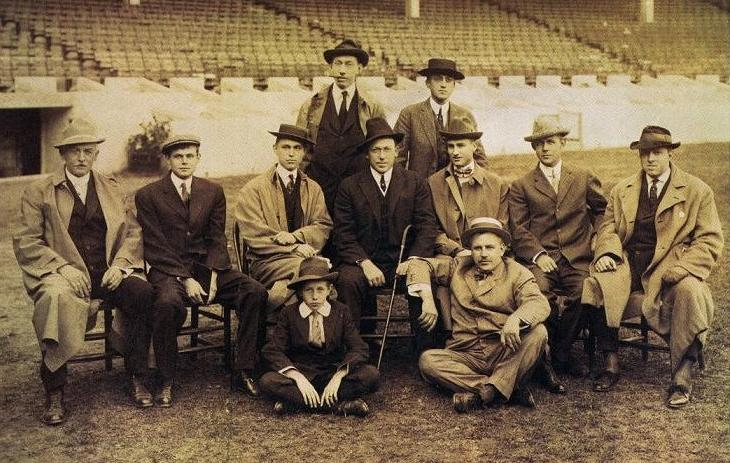
Gruppenfoto einiger Sportjournalisten, rechts sitzend Heywood Broun, um 1920

Im Jahr 1921 bekam Broun seine eigene Kolumne (It Seems to Me). Im Laufe der nächsten Jahre schrieb er gegen Zensur und Rassendiskriminierung und für die akademische Freiheit. Er unterstützte auch die Menschen, wie Margaret Sanger, John Thomas Scopes und D. H. Lawrence, die in den Vereinigten Staaten wegen ihrer politischen und sozialen Anschauungen verfolgt wurden. Im Mai 1921 gründete seine Ehefrau Ruth Hale die Frauenorganisation Lucy Stone League, deren Ziel es unter anderem war, dass Frauen nach der Heirat ihren Geburtsnamen behalten können. Unter den Mitbegründerinnen waren Jane Grant, Ehefrau von Harold Ross, und Beatrice Kaufman, Ehefrau des Dramatikers George Simon Kaufman. Zu den Mitgliedern gehörte auch er sowie Neysa McMein, Janet Flanner, Franklin Pierce Adams, Solita Solano, Anita Loos, Fannie Hurst und Blanche Oelrichs. Im August 1927 hatten das Ehepaar Broun-Hale eine führende Rolle bei den Protesten gegen die Hinrichtung der italienischen Immigranten Sacco und Vanzetti, angeklagt wegen Beteiligung an einem doppelten Raubmord. Zusammen mit Dorothy Parker und John Dos Passos reisten sie nach Boston, um gegen die Todesstrafe zu demonstrieren. Sie warfen der US-amerikanischen Justiz vor, es handele sich um einen politisch motivierten Justizmord auf der Grundlage fragwürdiger Indizien.
Neben seiner journalistischen und literarischen Arbeiten war Broun auch in der Politik aktiv. In den 1930er Jahren lief seine Wahl in den Kongress erfolglos. Im Jahr 1933 gründete er die American Newspaper Guild und war deren erster Präsident bis zu seinem Tod. Heywood Broun starb an den Folgen einer Lungenentzündung. Bei der Trauerfeier in der New Yorker St. Patrick’s Cathedral waren über 4.000 Trauergäste anwesend, unter anderem der New Yorker Bürgermeister Fiorello LaGuardia, der Kolumnist Franklin Pierce Adams, der Produzent George M. Cohan, die Schauspielerin Tallulah Bankhead und der Bühnen- und Drehbuchautor George Simon Kaufman. Er ist auf dem Gates of Heaven Cemetery in Long Island begraben.

## Ehen
- 1917–1933 mit Ruth Hale, Journalistin und Feministin. Aus der gemeinsamen Verbindung ging ein Sohn, Heywood Jr. (* 1918), hervor.
- 1935 Constantia Maria Incoronata Fruscella, spanische Tänzerin und Sängerin. Die gemeinsame Tochter, Patricia (* 1933), war noch in ihrer ersten Ehe mit Frances Dooly geboren, und nach der Heirat adoptierte er sie.